# Rodovia fotovoltaica
Uma rodovia fotovoltaica é uma superfície de estrada que gera eletricidade através de energia solar fotovoltaica. Uma proposta atual são painéis de dimensão 3,658 m x 3,658 m, incluindo painéis solares e sinalização de LED. O conceito envolve a substituição da cobertura do solo atual de autoestradas, rodovias, estacionamentos, calçadas, e etc por esse sistema.

## Contrato com o Departamento dos Transportes
O Departamento dos Transportes dos Estados Unidos premiou a companhia Solar Roadways Incorporated com um contrato de pesquisa de 100 mil dólares em 2009. Esse contrato de Pesquisa de Inovação em Pequenos Negócios (PIPN) possibilitou à Solar Roadway criar protótipos de painéis solares para a estrada. O conceito também tem sido aplicado à iluminação.
Após a conclusão bem-sucedida da fase 1 do contrato PIPN,  Solar Roadways Inc. anúncio um prêmio, dado pela Administração Federal das Rodovias, de 750 mil dólares, que será utilizado para alcançar a fase 2 do contrato, um estacionamento fotovoltaico. Construído com múltiplos painéis de 12 x 12 polegadas, esse "estacionamento inteligente", também terá auto-aquecimento em tempo frio para derreter neve e gelo. Uma camada com leds integrados será aplicada para criar avisos de trânsito e faixa de pedestres, e a energia elétrica residual será utilizada para recarregar os veículos elétricos e terá um percentual enviado para a grade de energia pública. Os componentes elétricas serão encaixados entre camadas de extrema durabilidade.

## O princípio
Uma rodovia fotovoltaica é uma estrutura com uma série de painéis solares voltados para a superfície. A ideia é substituir rodovias asfaltadas baseadas em petróleo, estacionamentos e qualquer tipo de estrada por painéis solares que coletam a energia para ser usada em casas, indústrias, escolas, enfim, por toda a sociedade, além de armazenamento energético. Essa tecnologia permite, em certa escala, substituirmos os combustíveis fósseis na geração de eletricidade, cortando os gases do efeito estufa e impulsionando o desenvolvimento sustentável.
Estacionamento, avenidas e rodovias são alguns dos diversos alvos dessa categoria de painéis solares. Caso todo o sistema de autoestradas dos Estados Unidos fosse coberto com os painéis da Solar Roadways, haveria uma produção de eletricidades mais de três vezes superior o que o país consome atualmente (esse total corresponde a 70% das necessidades energéticas de todo o mundo).

## Construção do painel
Os protótipos existentes do painel consistem em três camadas:
1. A camada superficial da rodovia - translúcida e de alta resistência, sendo áspera o suficiente para fornecer a tração necessária, porém permitindo que a luz solar passe e chegue até as células do coletor solar, ainda sendo composto por leds e um componente responsável pelo aquecimento. Essa camada tende ser capaz de lida com veículos de carga super-pesada da atualidade, e ainda possuir proteção contra as adversidades atmosféricas, como a chuva, para evitar que a camada eletrônica abaixo sofre algum dano.
2. Camada eletrônica - Contem uma placa com microprocessador e um circuito de apoio, que servem para detectar cargas pesadas na superfície do painel e para controlar o componente de aquecimento; esse último tem a função de eliminar ou reduzir a neve e o gelo, o que também será útil para reduzir os fechamentos temporários de escolas e comércio devido ao mau tempo (em países de clima frio). O microprocessador controla a iluminação, comunicação, monitoramento e etc. Com um dispositivo de comunicação a cada três metro, uma rodovia fotovoltaica será também um sistema de estradas inteligentes.
3. Camada de base - Enquanto a camada eletrônica coleta a energia do sol, é a camada da base a responsável pela distribuição geral, de energia e de sinais de dados (smartphone, Televisão, internet, drones, etc) para todas as casas, empresas e instituições públicas que estejam conectadas à rodovia fotovoltaica. Também tende ser resistem à "ação do tempo", pois é vital que proteja a camada eletrônica que está sobre ela.

## Vantagens

### Sustentabilidade e vida útil
A maior das vantagens do conceito de rodovia fotovoltaica é utilizar uma fonte energética renovável para produzir eletricidade. Possui o potencial gigantesco de reduzir, ou mesmo eliminar, a dependência de fontes de energia convencionais, como carvão, petróleo e outros combustíveis fósseis. Ainda tem-se a vida útil desses painéis solares, que fica em torno de 30 e 40 anos, muitos maior do que os asfaltos das estradas, que duram por volta de 7 e 12 anos.

### Assuntos militares e catástrofes naturais
Em acontecimentos como desastres naturais (terremotos, tsunamis, tornados, ou mesmo queda de meteoros) e emergência militar (bombardeio nuclear), as rodovias fotovoltaicas seriam capazes de fornecer energia em momentos críticos. Como a energia proveniente do sol é renovável, caso todas as outras usinas de geração de energia falhem, essa será uma opção eficiente.

### Aproveitamento das estradas já existentes
Mais uma vantagem das rodovias fotovoltaicas é o fato de não demandarem o desenvolvimento de terras não utilizadas e com sensibilidade ambiental. Essa é uma questão atual muito controversa, principalmente com grandes instalações fotovoltaicas no sudoeste dos EUA e em outros lugares. Mas desde que as rodovias já estão feitas, o problema desaparece. Ainda resta que, diferentemente das largas instalações fotovoltaicas, novos corredores de transmissão - que talvez possam passar por zonas ambientais sensíveis - não terão de levar energia para as pessoas em áreas urbanas. As linhas de transmissão podem ser instaladas ao longo de rodovias já estabelecidas.

### Carregamento durante o movimento
Graças ao carregamento indutivo acoplado nas rodovias, carros elétricos podem ser recarregados enquanto se movem na superfície das estradas. Isso reduziria o custo e o inconveniente de espera em uma estação de carregamento elétrico.

## Desvantagens
Inicialmente, a implementação e os custos de manutenção da infraestrutura serão altos (quadro esse que pode ser alterado, pelos avanços em tecnologias relacionadas). Os pavimentos rodoviários, nesse caso os painéis, desde que os automóveis continuem a usar pneus, acumulam borracha, sal e etc, que podem vir a bloquear a luz solar. Algumas dessas "substâncias indesejadas" podem ser removidas, como é o caso do sal, enquanto outras, exemplificadas pela borracha, são mais resistentes à operações de remoção.